# Anhidridă ftalică
Anhidrida ftalică este un compus organic cu formula C6H4(CO)2O, fiind anhidrida acidului ftalic. Este forma comercială principală a acidului ftalic, și a fost prima anhidridă a unui acid dicarboxilic folosită în scopuri comerciale. Este un solid alb și este folosită în industrie ca plastifiant pentru producerea materialelor plastice. În 2000, producția la nivel mondial era estimată la aproximativ 3 milioane de tone pe an. 
Se poate obține prin încălzirea acidului ftalic peste punctul său de topire. 